# Gonzalve de Cordoue
Ne doit pas être confondu avec Gonzalo Fernández de Córdoba.
Gonzalve de Cordoue (son nom complet en espagnol est Gonzalo Fernández de Córdoba y Aguilar à ne pas confondre avec Gonzalo Fernández de Córdoba), né à Montilla le 1er septembre 1453 et mort à Grenade le 2 décembre 1515, est un militaire espagnol au service des rois catholiques, dont la carrière se déroule essentiellement pendant les guerres d'Italie. Ses succès militaires lui ont valu très tôt le surnom de Gran Capitán (Grand Capitaine en espagnol).

## Premiers faits d'armes en Espagne

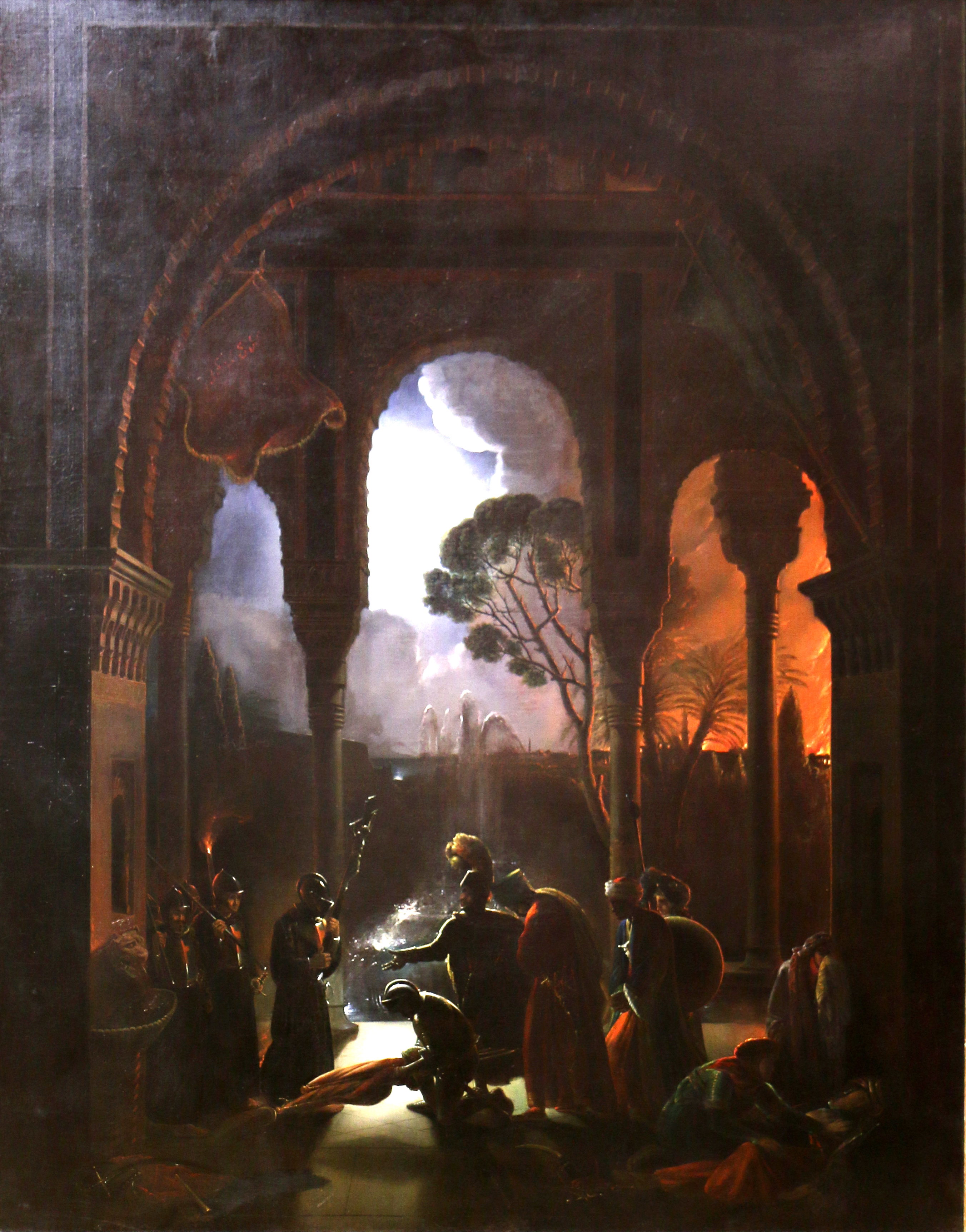
Gonzalve de Cordoue s'emparant de l'Alhambra de Grenade, Auguste de Forbin, musée Granet, 1831.

Tout d'abord attaché à la suite de la princesse Isabelle, il embrasse la carrière des armes comme souvent les cadets espagnols de l'époque. Son baptême du feu a lieu pendant la Guerre de Succession de Castille, qui oppose l'infante Isabelle à Jeanne de Castille, fille d'Henri IV de Castille dont on doute fort qu'il fut réellement son père. En 1492, il négocie avec Boabdil, mis sous la contrainte, la reddition humiliante de Grenade, ce qui couronne et met fin à la Reconquista.
En récompense de ses exploits, il se voit octroyer par les Rois catholiques une commanderie de l'ordre de Santiago.

## Première expédition en Italie (1495-1498)
À la mort de Ferdinand Ier de Naples, le roi Charles VIII de France, héritier de la maison d'Anjou entend reconquérir le royaume de René Ier de Naples. Il envahit le royaume de Naples et pousse Alphonse II de Naples à l'abdication en faveur du fils illégitime de ce dernier Ferdinand II de Naples. Le roi catholique Ferdinand II d'Aragon décide de venir en aide à son cousin de Naples.
Gonzalve de Cordoue s'appuie sur le soulèvement de la population napolitaine pour prendre la ville et deux ans plus tard quitte le royaume de Naples dont les Français ont été évacués. C'est à l'issue de cette campagne qu'il reçoit le surnom de Gran Capitán.
Avant de quitter l'Italie, le Gran Capitán libère la ville d'Ostie d'un corsaire basque et reçoit pour cela une Rose d'or des mains du pape Alexandre VI.

## Deuxième expédition en Italie (1501-1507)

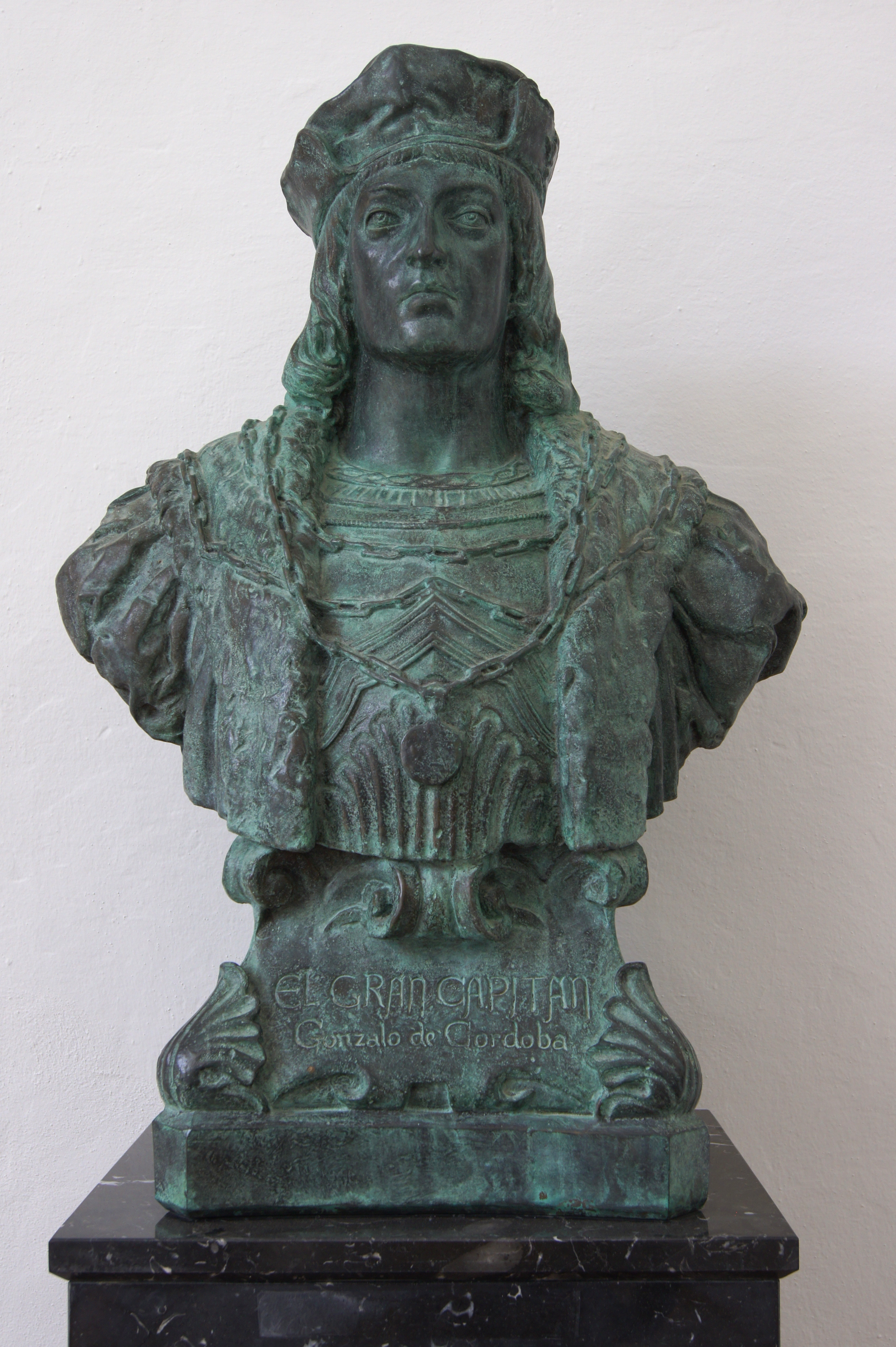
Le Gran Capitán - Buste gardé à l'Alcázar de Cordoue (bronze, 1875, par Ricardo Bellver, d'après l'original authentique, en bois, 1495, sculpté par Diego de Siloé.

Malgré le traité de Grenade, les heurts se multiplient entre Français et Espagnols qui se sont partagé le royaume de Naples. Cette même année, Gonzalve de Cordoue est envoyé par les rois catholiques à Céphalonie pour aider la république de Venise à en chasser les Ottomans. La campagne est victorieuse mais se révèle peu productive en termes de butin.
Il conduit la répression de la rébellion des Alpujarras, du nom d'une région située dans les environs de Grenade, en Andalousie. Cette rébellion est le fait de Maures de l'ancien Royaume de Grenade, dont un cardinal, Francisco Jiménez de Cisneros, tente d'accélérer la conversion au christianisme, au rebours des accords signés lors de la reddition de Grenade.
Renvoyé en Italie, le Gran Capitán affronte victorieusement les troupes que Louis XII envoie à l'assaut de l'Italie. Il remporte tout d'abord la victoire à Cerignola (1503), puis celle du Garigliano (1503).
Les Français doivent quitter la région et Gonzalve de Cordoue est nommé vice-roi de Naples. Après la mort en 1504 de la reine Isabelle la catholique, le roi Ferdinand d'Aragon devient sensible aux jalousies nées de la faveur du vice-roi et, dans la crainte de possible velléités d'indépendance, le rappelle en Espagne en 1507.
Bien qu'ayant produit les comptes justifiant sa gestion durant ses années de vice-roi, coupant court aux rumeurs de détournement à la cour, il ne retrouve jamais la faveur du roi et se retire à Loja, où il meurt en 1515.

## Organisation des troupes

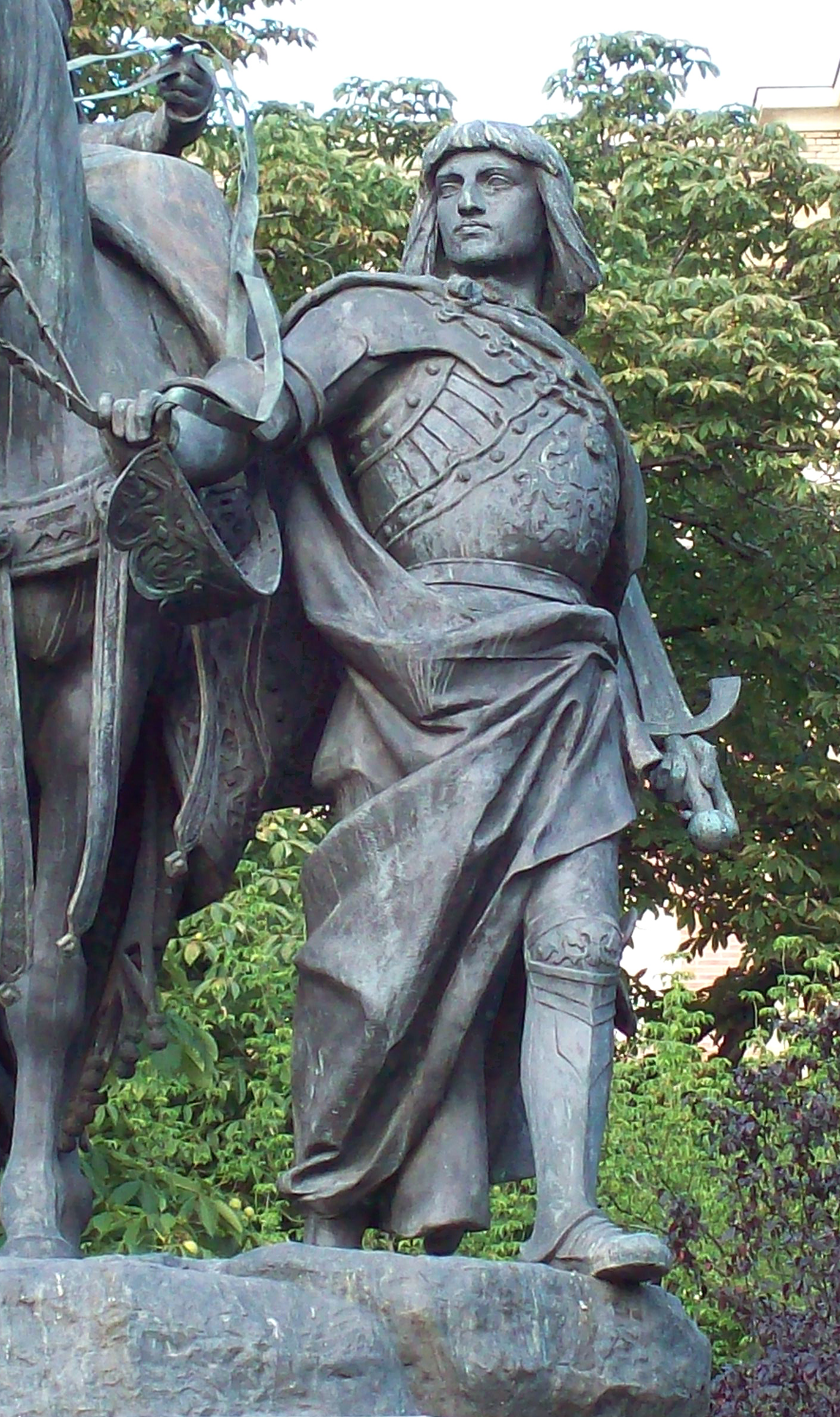
Statue du Gran Capitán (D. Gonzalve de Cordoue) - Madrid, Paseo de la Castellana (détail du Monument à Isabelle la Catholique, sculpté par Manuel Oms y Canet, 1883).

Tirant parti de son expérience sur les champs de bataille, et en particulier des formations militaires des Suisses, Gonzalve de Cordoue est à l'origine de la réorganisation des troupes espagnoles qui donne naissance plus tard aux fameux tercios.
Le Gran Capitán met en place la coronelía, composée de 6 000 hommes, sous les ordres d'un colonel, dont 3 000 piquiers, 2 000 fantassins armés d'une épée et d'une targe, et 1 000 arquebusiers. La coronelía peut être décomposée en 12 bataillons de 500 hommes, chacune commandée par un capitaine. Selon Gonzalve de Cordoue, une armée doit être composée de deux coronelías auxquelles s'ajoutent deux escadrons de cavaliers lourds et deux escadrons de cavaliers légers. À la tête de l'armée, on trouve un Capitaine Général, dotée d'une troupe supplémentaire de 150 soldats.